# Bandiera della Cambogia
L'attuale bandiera della Cambogia è stata riadottata nel 1993, dopo il ritorno al governo della monarchia, a seguito delle elezioni. La bandiera è composta da tre bande orizzontali: una centrale rossa e due blu poste all'estremità superiore e inferiore, la banda rossa è di altezza doppia rispetto a quelle blu. Al centro della banda rossa è raffigurato il complesso archeologico di Angkor Wat, simbolo del passato imperiale della Cambogia.
È usata come bandiera di comodo.

## Storia

### Bandiera della Kampuchea Democratica
La bandiera della Kampuchea Democratica fu ufficialmente adottata il 5 gennaio 1976, al momento dell'entrata in vigore della Costituzione del regime dei Khmer rossi. Quest'ultima, nell'art. 16, la definisce "rossa con un tempio a tre torri di colore giallo [presumibilmente l'Angkor Wat] nel mezzo". Sempre secondo l'art. 16 "lo sfondo rosso simboleggia il movimento rivoluzionario, la risoluta e valorosa lotta del popolo khmer per la liberazione, la difesa e la costruzione del Paese", mentre "il tempio giallo simboleggia le tradizioni del popolo khmer, che difende e costruisce il Paese per renderlo sempre più prospero". La bandiera è rimasta in uso fino al 7 gennaio 1979, giorno della caduta del regime dei Khmer rossi.

## Bandiere storiche

Bandiera dell'Impero Khmer (pre-1863)
Bandiera del Protettorato francese della Cambogia, parte dell'Indocina francese (1863-1948)
Bandiera del Regno di Cambogia sotto il Protettorato francese (1948-1953), dopo l'indipendenza dalla Francia (1953-1970) e dalla restaurazione della monarchia (1993-presente)
Bandiera della Repubblica Khmer (1970-1975)
Bandiera della Kampuchea Democratica (1976-1979)
Bandiera della Repubblica Popolare di Kampuchea (1979-1989)
Bandiera dello Stato di Cambogia (1989-1991)
Bandiera cambogiana durante l'UNTAC (1991-1993)